# سيلسو غيريرو
سيلسو غيريرو (بالإسبانية: Celso Guerrero) هو لاعب كرة قدم باراغواياني، ولد في 17 أبريل 1972 في أسونسيون في باراغواي. شارك مع منتخب باراغواي لكرة القدم. أما مع النوادي، فقد لعب مع إستوديانتيس دي لا بلاتا ونادي ليبرتاد ونادي يونيفرسيتاريو.

## وصلات خارجية
- سيلسو غيريرو على موقع قاعدة بيانات كرة القدم.إي يو (الإنجليزية)
- سيلسو غيريرو على موقع ناشيونال فوتبول تيمز (الإنجليزية)